# Joachim Heinzle

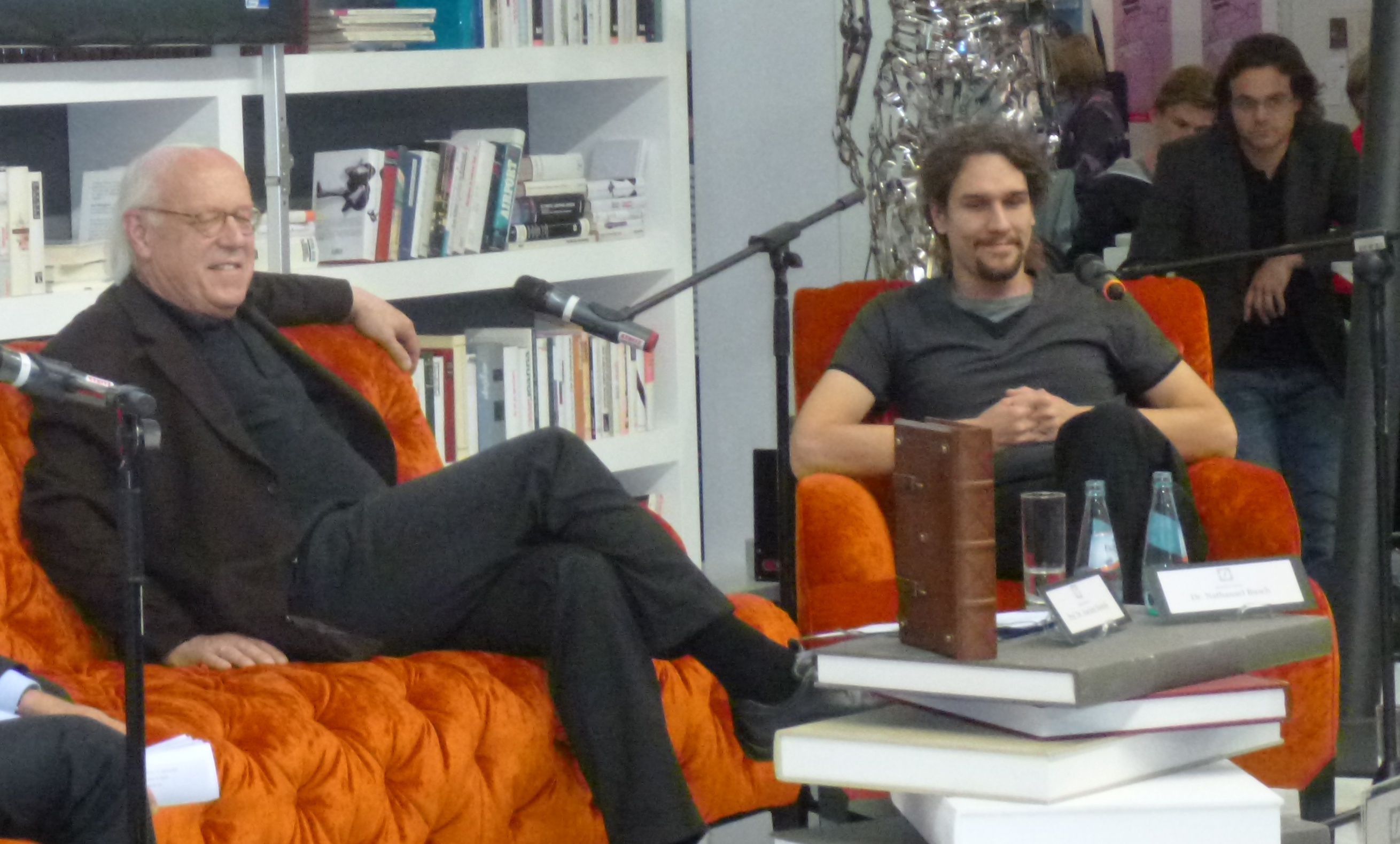
Joachim Heinzle (links) mit dem Kollegen Nathanael Busch im öffentlichen Dialog über das Nibelungenlied auf der Frankfurter Buchmesse 2012

Joachim Heinzle (* 2. August 1945 in Konstanz) ist ein deutscher germanistischer Mediävist. Er ist emeritierter Professor für Ältere Deutsche Sprache und Literatur am Institut für Deutsche Philologie des Mittelalters an der Philipps-Universität Marburg. Zudem fungierte Heinzle bis 2010 als Herausgeber der Zeitschrift für deutsches Altertum, einer altgermanistischen Fachzeitschrift. Zu seinen Forschungsschwerpunkten zählen unter anderem das Nibelungenlied und die Heldenepik.
Der von Heinzle eingeleitete Sammelband Modernes Mittelalter vereint literaturwissenschaftliche und historische Aspekte, um neue Forschungsfragen für diese Epoche vorzustellen. Diese sind u. a. der Begriff des Mittelalters (Peter von Moos), die höfische Kultur (Joachim Bumke), die Volkskultur (Werner Mezger), die gütliche Konfliktbeilegung durch Genugtuung und Rituale (Gerd Althoff), der gerechte Richter (Heinzle), die Memoria (Otto Gerhard Oexle), das Verhältnis von Mündlichkeit, Schriftlichkeit und Fiktionalität (Walter Haug) oder die Bildsprache. Von 1988 bis 1998 war er Erster Vorsitzender der Wolfram von Eschenbach-Gesellschaft.

## Schriften  (Auswahl)
- Mittelhochdeutsche Dietrichepik. Untersuchungen zur Tradierungsweise, Überlieferungskritik und Gattungsgeschichte später Heldendichtung (= Münchener Texte und Untersuchungen zur Literatur des Mittelalters. Band 62). Artemis-Verlag, Zürich/München 1976, ISBN 3-7608-3362-4.
- Wandlungen und Neuansätze im 13. Jahrhundert. In: Geschichte der deutschen Literatur von den Anfängen bis zum Beginn der Neuzeit. Band II.2, 1984, S. 154–163.
- Die Nibelungen. Primus, Darmstadt 2010, ISBN 978-3-896788245.
- Traditionelles Erzählen. Hirzel, Stuttgart 2014, ISBN 978-3-7776-2407-5.
- Wolfram von Eschenbach. Dichter der ritterlichen Welt. Leben, Werke, Nachruhm. Schwabe, Basel 2019, ISBN 978-3-7965-3955-8.

als Herausgeber
- Geschichte der deutschen Literatur von den Anfängen bis zum Beginn der Neuzeit. Band II, 2. Königstein (Taunus) 1984.
- Kurt Gärtner, Joachim Heinzle (Hrsg.): Studien zu Wolfram von Eschenbach. Festschrift für Werner Schröder zum 75. Geburtstag. Niemeyer, Tübingen 1989, ISBN 3-484-10627-1.
- Joachim Heinzle (Hrsg.): Modernes Mittelalter. Neue Bilder einer populären Epoche. Insel, Frankfurt/Main u. a. 1994, ISBN 3-458-34213-3.
- Joachim Heinzle (Hrsg.): Übersetzen im Mittelalter. Cambridger Kolloquium 1994 (= Wolfram-von-Eschenbach-Gesellschaft [Hrsg.]: Wolfram-Studien. Band 14). Erich Schmidt Verlag, Berlin 1996, ISBN 3-503-03748-9.